# Tangsjöarna (Särna socken, Dalarna, 682952-133722)
Tangsjöarna är en sjö i Älvdalens kommun i Dalarna och ingår i Dalälvens huvudavrinningsområde. Sjön har en area på 0,19 kvadratkilometer och ligger 935,1 meter över havet. Sjön avvattnas av vattendraget Tangåa.

## Delavrinningsområde
Tangsjöarna ingår i det delavrinningsområde (682991-133660) som SMHI kallar för Utloppet av Tangsjöarna. Medelhöjden är 953 meter över havet och ytan är 1,77 kvadratkilometer. Det finns ett avrinningsområde uppströms, och räknas det in blir den ackumulerade arean 3,71 kvadratkilometer. Tangåa som avvattnar avrinningsområdet har biflödesordning 3, vilket innebär att vattnet flödar genom totalt 3 vattendrag innan det når havet efter 533 kilometer. Avrinningsområdet består mestadels av kalfjäll (89 procent). Avrinningsområdet har 0,19 kvadratkilometer vattenytor vilket ger det en sjöprocent på 11,5 procent.